# بونافنتورا كافاليري
بونافنتورا كافاليري (بالإنجليزية: Bonaventura Cavalieri)‏ (و. 1598 – 1647 م) هو رياضياتي، وعالم فلك من دوقية ميلانو . ولد في ميلانو.
توفي في بولونيا، عن عمر يناهز 49 عاماً.

## التعليم
تعلم في جامعة بيزا

## مناصب وهيئات
أدار جامعة بولونيا.

## روابط خارجية
- بونافنتورا كافاليري على موقع الموسوعة البريطانية (الإنجليزية)